# حسين حزني الموكرياني
حسين حزني عبد اللطيف شيخ إسماعيل خزايي موكرياني هو صحفي ومؤرخ كردي ولد في يوم 12 سبتمبر 1893 في مدينة مهاباد، اشتهر بلقب حزني عند المستشرقين، عاش في روسيا القيصرية وعاش متنقلا بين موسكو وبطرسبورغ بين سنتي 1905 و1907 ثم عاد إلى بلده وأصدر عدة صحف ومجلات. وقد عاش متنقلا حينها بين العراق وتركيا.